# لويس رييس بيناراندا
لويس رييس بينياراندا (بالإسبانية: Luis Reyes Peñaranda)‏ لاعب كرة قدم بوليفي راحل كان يجيد اللعب في خط الدفاع .
لعب طوال مسيرته الرياضية في نادي يونيفيرسيتاريو لاباز . شارك مع منتخب بوليفيا في بطولة كأس العالم 1930 في الأوروغواي .

## روابط خارجية
- لويس رييس بيناراندا على موقع الاتحاد الدولي (مؤرشف)  (الإنجليزية)
- لويس رييس بيناراندا على موقع Soccerway.com (الإنجليزية)